# Adelaide Aquilla
Adelaide Aquilla (* 3. März 1999 in Rocky River, Ohio) ist eine US-amerikanische Leichtathletin, die sich auf das Kugelstoßen spezialisiert hat.

## Sportliche Laufbahn
Adelaide Aquilla begann 2018 ein Studium an der Ohio State University und wurde 2021 NCAA-Collegemeisterin im Kugelstoßen. Zudem qualifizierte sie sich für die Olympischen Spiele in Tokio und schied dort mit 17,68 m in der Vorrunde aus. Im Jahr darauf wurde sie erneut NCAA-Meisterin und startete im Juli bei den Weltmeisterschaften in Eugene, bei denen sie mit 18,33 m den Finaleinzug verpasste. 2023 siegte sie mit 18,53 m beim Botswana Golden Grand Prix und schied im August bei den Weltmeisterschaften in Budapest mit 17,42 m in der Qualifikationsrunde aus. Im November gewann sie bei den Panamerikanischen Spielen in Santiago de Chile mit 17,73 m die Bronzemedaille hinter der Kanadierin Sarah Mitton und Rosa Santana aus der Dominikanischen Republik.

## Persönliche Bestleistungen
- Kugelstoßen: 19,64 m, 9. Juni 2022 in Eugene
  - Kugelstoßen (Halle): 19,28 m, 11. März 2023 in Albuquerque
- Diskuswurf: 57,86 m, 14. Mai 2022 in Minneapolis